# Tour Corazón y Flecha
Tour Corazón y Flecha es el nombre que recibe la actual gira de conciertos del artista Manuel Carrasco, la cual se realiza como medio de promoción de su último disco en el mercado: Corazón y flecha (2022).

## Antecedentes
La primera tanda de fechas por España y Latinoamérica se anunció a finales de diciembre de 2022 vía redes sociales y mediante la web del artista. La gira desarrolló su primera etapa en el mes de marzo de 2023 en Estados Unidos y Latinoamérica, con siete únicos conciertos. Más tarde se dio paso a la segunda etapa, la más extensa, que recorrerá España con treinta fechas entre los meses de junio y octubre de 2023.
Para el año 2024 está prevista la celebración de un único concierto, que supondrá el final de la gira, y que será el único concierto del artista en España en este año. Este concierto se promocionó como 'La Última Flecha' y tendrá lugar el próximo sábado 29 de junio de 2024, en el nuevo Estadio Santiago Bernabéu de Madrid.
Con este evento, consiguió un nuevo hito: se convirtió en el primer artista español en anunciar concierto en la nueva etapa que vivirá el coliseo blanco tras las obras de remodelación a las que está siendo sometido.

## Repertorio
El repertorio de Tour Corazón y Flecha se dio a conocer oficialmente en el concierto celebrado en el Adrienne Arsht Center de Miami el 10 de marzo, cita inaugural de la gran gira.
Lista de canciones presentadas en su concierto del 3 de junio de 2023 en la ciudad de Sevilla:
1. 'Corazón y Flecha'
2. 'Tambores de guerra'
3. 'Hay Que Vivir El Momento'
4. 'Me dijeron de pequeño'
5. 'Si miras a tu alrededor'
6. 'Ayer noche'
7. 'Uno x uno'
8. 'Coquito'
9. 'Vamos a contar mentiras'
10. 'Y ahora'/'Bailar el viento'/'Siendo uno mismo'/'Sígueme'
11. 'Agua'
12. 'Las cosas pequeñitas'
13. 'Sevillanas'
14. 'Volando voy'
15. 'Que importa'
16. 'Dispara lentamente'
17. 'No dejes de soñar'
18. 'Déjame ser'
19. 'Eres'
20. 'Que bonito es querer'
21. 'En el bar de los pesares'
22. 'Volviste'
23. 'Soy afortunado'
24. 'Que nadie'
25. 'Mujer de las mil batallas'
26. 'Fue'
27. 'Ya no'
28. 'Aprieta'
29. 'Amor planetario'
30. 'Tan solo tú'
31. 'Yo quiero vivir'
32. 'Hasta Por La Mañana'
33. 'Hay amores que duran toda la vida'

## Fechas
| Fecha                                                   | Ciudad                                                  | País                                                    | Recinto                                                 | Asistentes                                              |
| Primera etapa: Estados Unidos, México y América del Sur | Primera etapa: Estados Unidos, México y América del Sur | Primera etapa: Estados Unidos, México y América del Sur | Primera etapa: Estados Unidos, México y América del Sur | Primera etapa: Estados Unidos, México y América del Sur |
| ------------------------------------------------------- | ------------------------------------------------------- | ------------------------------------------------------- | ------------------------------------------------------- | ------------------------------------------------------- |
| 10 de marzo de 2023                                     | Miami                                                   | Estados Unidos                                          | Adrienne Arsht Center                                   |                                                         |
| 12 de marzo de 2023                                     | Nueva York                                              | Estados Unidos                                          | The Town Hall-Auditorio                                 |                                                         |
| 15 de marzo de 2023                                     | Guadalajara                                             | México                                                  | Teatro Diana                                            |                                                         |
| 17 de marzo de 2023                                     | Ciudad de México                                        | México                                                  | Teatro Metropólitan                                     |                                                         |
| 18 de marzo de 2023                                     | Monterrey                                               | México                                                  | Pabellón M                                              |                                                         |
| 24 de marzo de 2023                                     | Buenos Aires                                            | Argentina                                               | Teatro Gran Rex                                         |                                                         |
| 25 de marzo de 2023                                     | Santiago                                                | Chile                                                   | Teatro Nescafé de las Artes                             |                                                         |
| Segunda etapa: España                                   |                                                         |                                                         |                                                         |                                                         |
| 2 de junio de 2023                                      | Sevilla                                                 | España                                                  | Estadio Olímpico de La Cartuja                          | 140 000                                                 |
| 3 de junio de 2023                                      | Sevilla                                                 | España                                                  | Estadio Olímpico de La Cartuja                          | 140 000                                                 |
| 9 de junio de 2023                                      | Torrelavega                                             | España                                                  | Complejo deportivo Óscar Freire                         | 12 000                                                  |
| 10 de junio de 2023                                     | La Coruña                                               | España                                                  | Coliseum da Coruña                                      | 11 000                                                  |
| 16 de junio de 2023                                     | Simancas                                                | España                                                  | Instalaciones deportivas Los Pinos                      | 6 000                                                   |
| 17 de junio de 2023                                     | Burgos                                                  | España                                                  | Campo de Rugby Bienvenido Nieto                         | 4 000                                                   |
| 30 de junio de 2023                                     | Huelva                                                  | España                                                  | Estadio Iberoamericano de Atletismo                     | 18 000                                                  |
| 1 de julio de 2023                                      | Huelva                                                  | España                                                  | Estadio Iberoamericano de Atletismo                     | 18 000                                                  |
| 8 de julio de 2023                                      | Las Palmas                                              | España                                                  | Estadio de Gran Canaria                                 | 30 000                                                  |
| 14 de julio de 2023                                     | Madrid                                                  | España                                                  | WiZink Center                                           | 30 000                                                  |
| 15 de julio de 2023                                     | Madrid                                                  | España                                                  | WiZink Center                                           | 30 000                                                  |
| 21 de julio de 2023                                     | Murcia                                                  | España                                                  | Plaza de Toros de La Condomina                          | 15 000                                                  |
| 28 de julio de 2023                                     | Avilés                                                  | España                                                  | Pabellón de La Magdalena                                | 5 000                                                   |
| 12 de agosto de 2023                                    | Almendralejo                                            | España                                                  | Campo municipal de fútbol                               | 11 000                                                  |
| 14 de agosto de 2023                                    | Calella de Palafrugell                                  | España                                                  | Auditori-Jardins de Cap Roig                            | 2 000                                                   |
| 19 de agosto de 2023                                    | Fuengirola                                              | España                                                  | Marenostrum Castle Park                                 | 18 500                                                  |
| 25 de agosto de 2023                                    | Cádiz                                                   | España                                                  | Muelle Ciudad Puerto de Cádiz                           | 15 000                                                  |
| 26 de agosto de 2023                                    | Almería                                                 | España                                                  | Zona de Conciertos del Ferial                           | 11 000                                                  |
| 1 de septiembre de 2023                                 | Linares                                                 | España                                                  | Antigua Estación de Madrid                              | 6 000                                                   |
| 9 de septiembre de 2023                                 | Palma de Mallorca                                       | España                                                  | Recinto Multifuncional Son Fusteret                     | 6 000                                                   |
| 15 de septiembre de 2023                                | Sotogrande                                              | España                                                  | Santa María Polo Club Sotogrande                        | 15 000                                                  |
| 16 de septiembre de 2023                                | Granada                                                 | España                                                  | Plaza de Toros de Granada                               | [ 24 ]                                                  |
| 22 de septiembre de 2023                                | Valencia                                                | España                                                  | Plaza de Toros de Valencia                              | [ 25 ]                                                  |
| 23 de septiembre de 2023                                | Alicante                                                | España                                                  | Plaza de Toros de Alicante                              | [ 25 ]                                                  |
| 30 de septiembre de 2023                                | Santa Cruz                                              | España                                                  | Recinto ferial de Tenerife                              | [ 12 ]                                                  |
| 6 de octubre de 2023                                    | Córdoba                                                 | España                                                  | Plaza de Toros Los Califas                              | [ 26 ]                                                  |
| 13 de octubre de 2023                                   | Bilbao                                                  | España                                                  | Bilbao Arena Miribilla                                  |                                                         |
| 14 de octubre de 2023                                   | Pamplona                                                | España                                                  | Navarra Arena                                           | [ 27 ]                                                  |
| 21 de octubre de 2023                                   | Barcelona                                               | España                                                  | Palau Sant Jordi                                        | [ 28 ]                                                  |
| 27 de octubre de 2023                                   | Isla Cristina                                           | España                                                  | Recinto ferial El Carmen                                | [ 29 ]                                                  |
| Tercera etapa: España. De Flechas a La Última Flecha    |                                                         |                                                         |                                                         |                                                         |
| 26 de junio de 2024                                     | Flechas                                                 | España                                                  | Calle Galicia Flechas                                   | [ 30 ]                                                  |
| 29 de junio de 2024                                     | Madrid                                                  | España                                                  | Estadio Santiago Bernabéu                               | [ 31 ]                                                  |
| Cuarta etapa: España. Conciertos especiales.            |                                                         |                                                         |                                                         |                                                         |
| 15 de septiembre de 2024                                | Lanzarote                                               | España                                                  | Explanada de Mancha Blanca                              | [ 32 ]                                                  |
| 9 de noviembre de 2024                                  | Fuerteventura                                           | España                                                  | Playa de Gran Tarajal                                   | 18 000                                                  |
| 16 de noviembre de 2024                                 | Madrid                                                  | España                                                  | Riyadh Air Metropolitano                                | [ 34 ]                                                  |

## Conciertos no celebrados
| Fecha                   | Ciudad      | País   | Lugar                           | Nota   | Motivo                                   | Estado    |
| ----------------------- | ----------- | ------ | ------------------------------- | ------ | ---------------------------------------- | --------- |
|                         |             |        |                                 |        |                                          |           |
| 2 de septiembre de 2023 | Puertollano | España | Coso polivalente-plaza de toros | [ 35 ] | Desacuerdo económico con el ayuntamiento | Cancelado |